# Radkowycia
Radkowycia (ukr. Радковиця) – wieś na Ukrainie, w obwodzie chmielnickim, w rejonie chmielnickim, w hromadzie Gródek. W 2001 liczyła 473 mieszkańców, spośród których 470 wskazało jako ojczysty język ukraiński, a 3 rosyjski.